# Brückenstraße 7 (Pleinfeld)

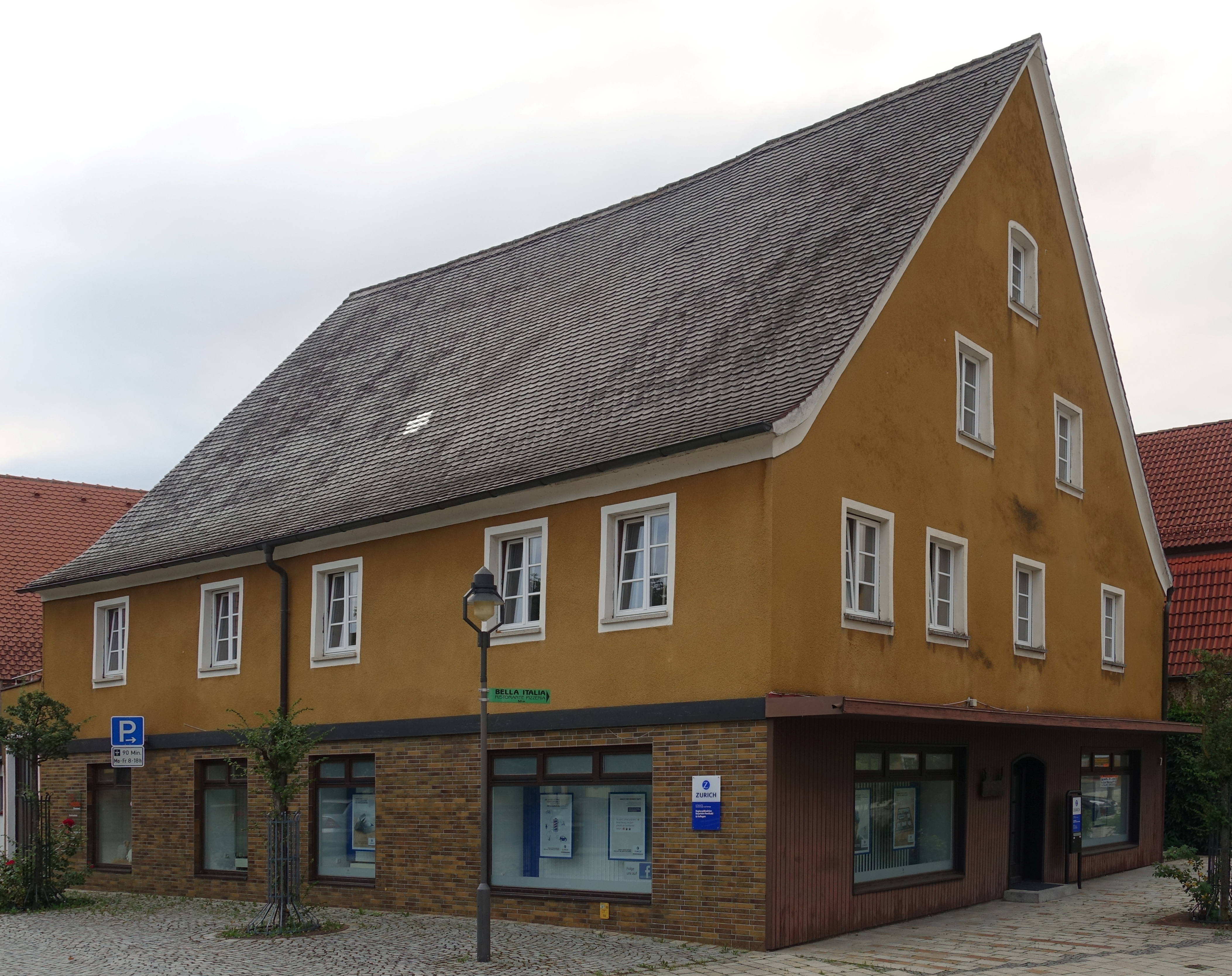
Das Gebäude im Jahr 2019 vor dem Umbau

Das Haus an der Brückenstraße 7 ist ein denkmalgeschütztes Geschäftsgebäude in Pleinfeld, eines Marktes im  mittelfränkischen Landkreis Weißenburg-Gunzenhausen. Das Gebäude ist unter der Denkmalnummer D-5-77-161-8 als Baudenkmal in die Bayerische Denkmalliste eingetragen. Das Gebäude diente als eichstättisches Haus des Mautners, der die Straßenmaut für die Überquerung der Nepomukbrücke erhob.
Das Gebäude steht an der Einmündung der Zollgasse in die Brückenstraße unmittelbar an der Nepomukbrücke auf einer Höhe von 374 m ü. NHN im ältesten Siedlungskern Pleinfelds. Das Bauwerk ist ein zweigeschossiger massiver Satteldachbau und wurde 1702 errichtet. Zum Anwesen gehört die dahinterliegende ehemalige Scheune (Zollgasse 2a), ein eingeschossiger Satteldachbau aus dem späten 18. Jahrhundert mit Sandsteinmauerwerk und Fachwerkgiebeln. Im Gebäude ist eine gusseiserne Platte mit der Bauinschrift angebracht.
Es erfolgte eine Sanierung des Gebäudes ab 2019. Derzeit befindet sich im Gebäude eine Filiale der Zürich Versicherung.